# Mimi (mitologia)

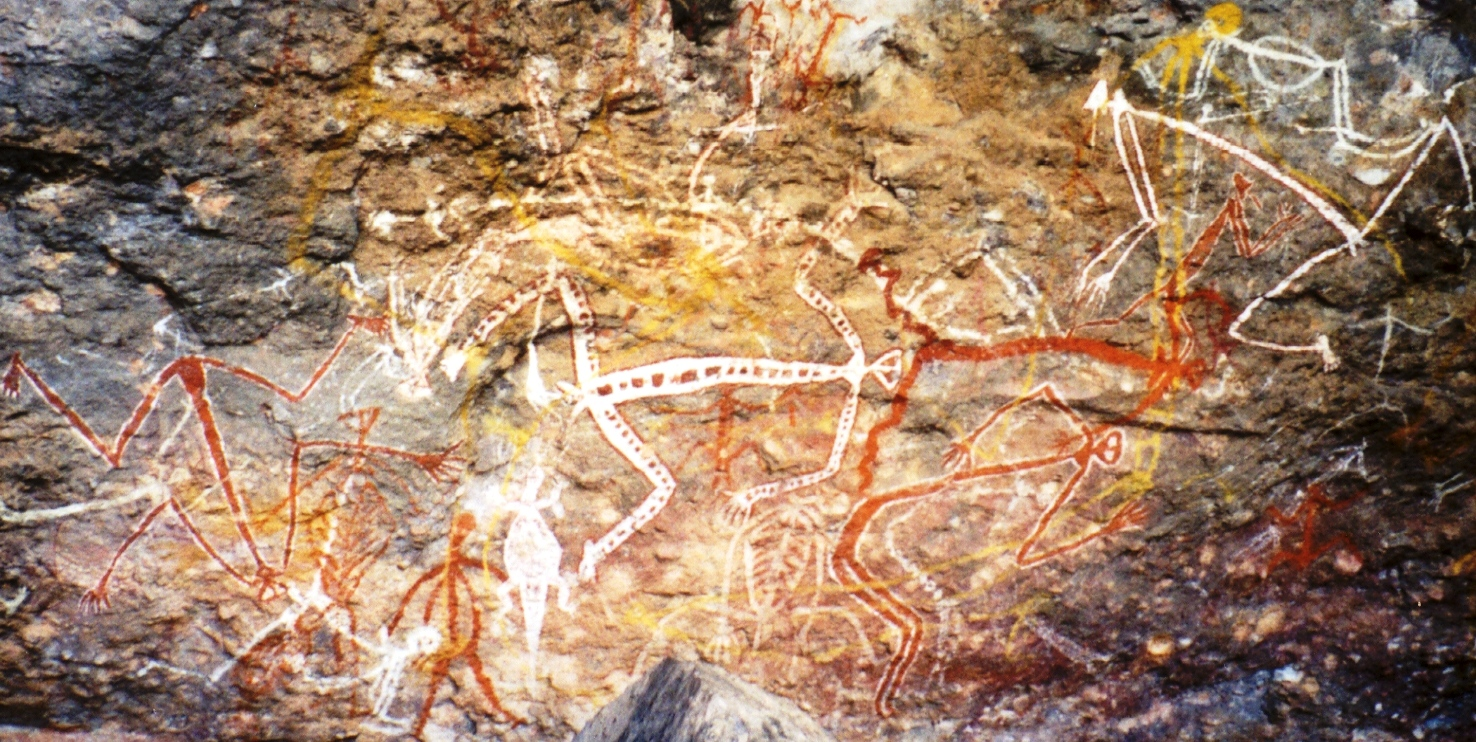
Wizerunki mimi na Nourlangie Rock w Parku Narodowym Kakadu

Mimi – mityczne istoty z wierzeń Aborygenów australijskich z Ziemi Arnhema.
Na malowidłach naskalnych przedstawiane są jako nadnaturalnie szczupłe istoty z małymi głowami oraz długimi szyjami i kończynami. Są tak wiotkie, że silny wiatr może je porwać lub połamać. Zgodnie z podaniami w zamierzchłej przeszłości zamieszkiwały ziemię i nauczyły przodków Aborygenów sztuki polowania oraz malowania. Obecnie żyją ukryte w rozpadlinach skalnych, gdzie spostrzegawczy ludzie mogą je czasem zobaczyć. Mimi są istotami złośliwymi wobec ludzi, których mogą czasami zwabiać i więzić w jaskiniach.